# Bachdjarah (metropolitana di Algeri)
Bachdjarah è una stazione della linea 1 della metropolitana di Algeri, situata al confine tra i comuni di Bachdjerrah e Bourouba.
La stazione di Bachdjarah si trova sotto il viale che separa i comuni di Bachdjerrah e Bourouba. A nord si trova il complesso residenziale Bachdjarah 1 e a sud il complesso residenziale El Istiqlal.

## Storia

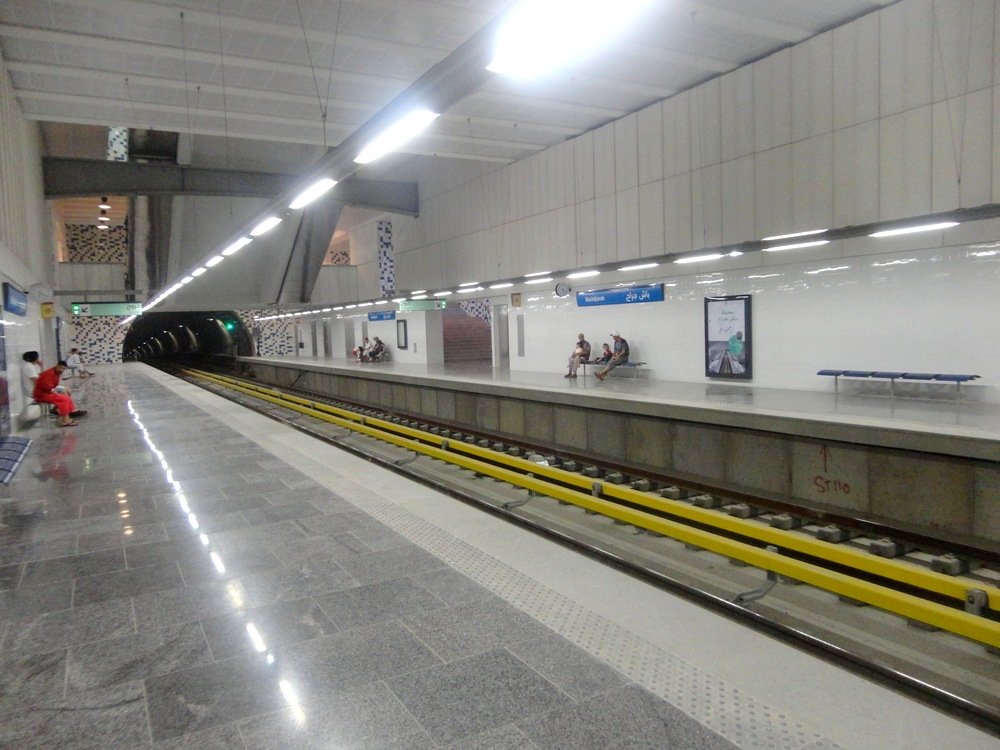
Banchina della stazione (2015).

La stazione fa parte dell'estensione B della linea 1 della metropolitana di Algeri, inaugurata il 4 luglio 2015.

## Strutture e impianti
È una stazione sotterranea a 4 binari, due per ogni senso di marcia, serviti da due banchine laterali per ciascun lato.

## Servizi
Le quattro uscite della stazione si trovano su entrambi i lati del viale che separa i due comuni sopracitati.

## Interscambi
- Bus ETUSA, linee 18, 66, 73, 74, 80, 105, 174 e 698.[3]